# Barrio Santa Cruz (Iztacalco)

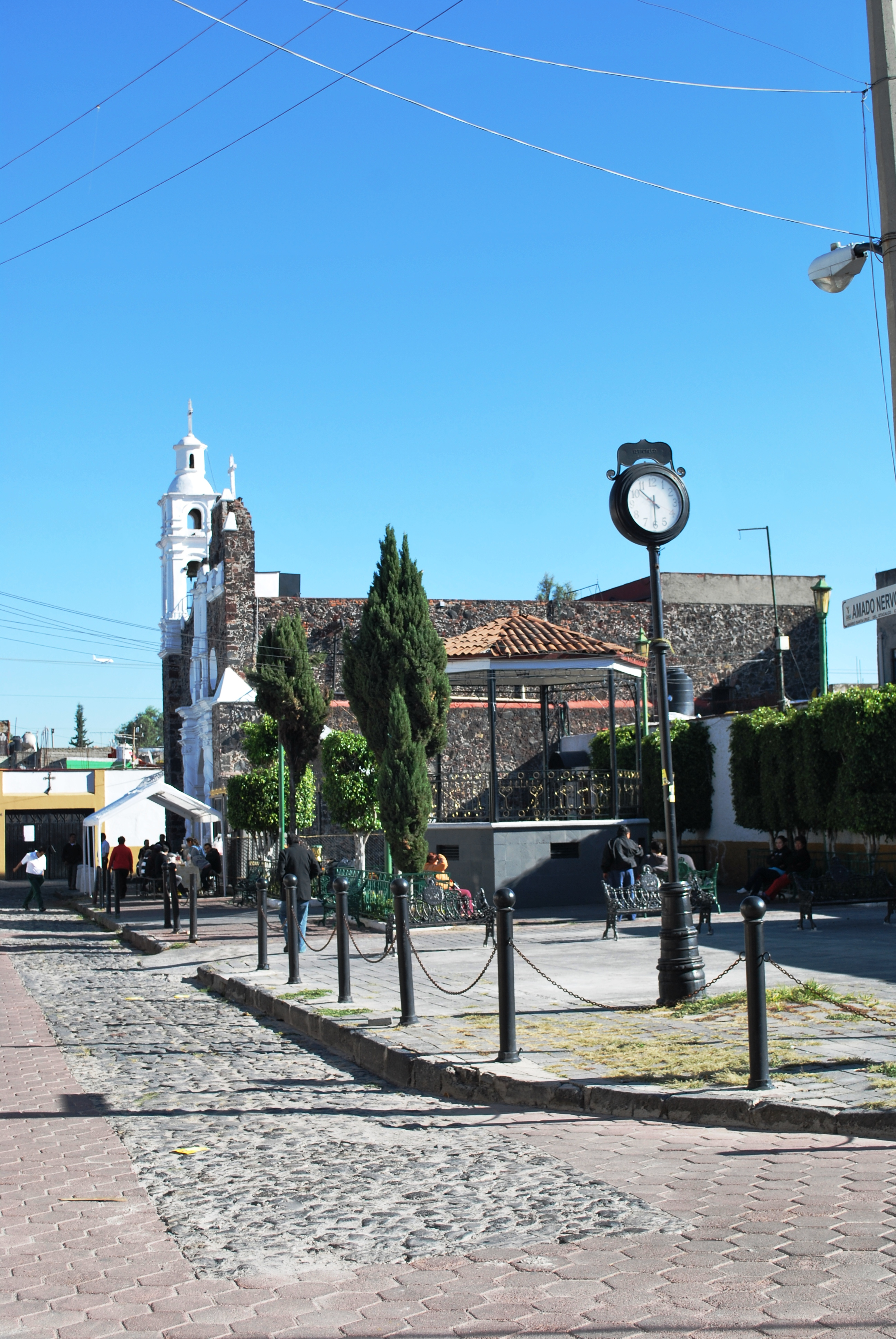
Plaza de la Santa Cruz

Santa Cruz es un barrio del oriente de la Ciudad de México, correspondiente a la alcaldía Iztacalco y es uno de los siete barrios tradicionales que componen el antiguo Pueblo de Iztacalco. Se caracteriza por ser el más pequeño y mejor conservado de los siete barrios y por su Capilla de la Santa Cruz y su ermita del mismo nombre, consideradas joyas del arte colonial de México. En el barrio también se conservan algunas casonas consideradas patrimonio cultural. En 2011 parte del pueblo de Iztacalco fue integrada en 2011 al programa Barrios mágicos de la Ciudad de México por el Gobierno del Distrito Federal con el nombre de "Centro histórico de Iztacalco", aunque no existe una declaratoria oficial de Centro Histórico.

## Ubicación
El pueblo de Iztacalco se divide en 7 barrios, que son: La Asunción, Santa Cruz, los Reyes, Santiago Atoyac, San Miguel, San Francisco Xicaltongo y San Sebastián Zapotla; de los cuales la Santa Cruz marca el límite al sur del pueblo de Iztacalco. El barrio limita al norte por la calle Canal de Tezontle y el barrio la Asunción, al Este por la calle floricultores y la colonia Jardines Tecma, al oeste con la Calzada de la Viga y el barrio de Santiago y al sur con la calle técnicos y manuales y la colonia Campamento 2 de octubre.

## Patrimonio
El barrio de la Santa Cruz cuenta con cinco inmuebles catalogados como monumentos históricos. Estos son la Capilla de la Santa Cruz construida en el siglo XVII y remodelada en siglo XVIII, la ermita de la Santa Cruz construida a finales del siglo XVI y principios del XVII -la cúpula fue añadida en el siglo XVIII-, una casa construida en el siglo XVIII y dos casas construidas en el siglo XIX.

## Breve historia
Debido a su posición en medio del lago de Texcoco, el territorio de Iztacalco fue ocupado tardíamente, en comparación con otras partes del valle de México. Sus primeros habitantes estaban relacionados con las tareas de extracción de sal del lago. esto es algo que puede observarse en el mismo emblema delegacional, que es una copia del glifo que aparece en el códice Mendocino. En él, Iztacalco es representado por una casa con un filtro para la separación del agua y el mineral.

Según el códice Xólotl, Iztacalco, Zacatlamanco y Mixhuca fueron los últimos lugares que tocó la peregrinación de los aztecas en busca de la señal de su dios huitzilopochtli. Durante el período posclásico mesoamericano, Iztacalco fue un pueblo sometido a la Triple alianza.

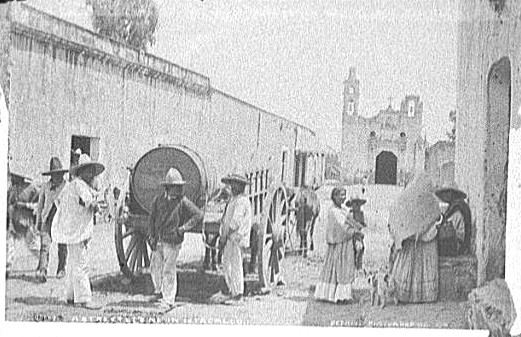
Fotografía del barrio a finales del, al fondo se aprecia la capilla de la Santa Cruz

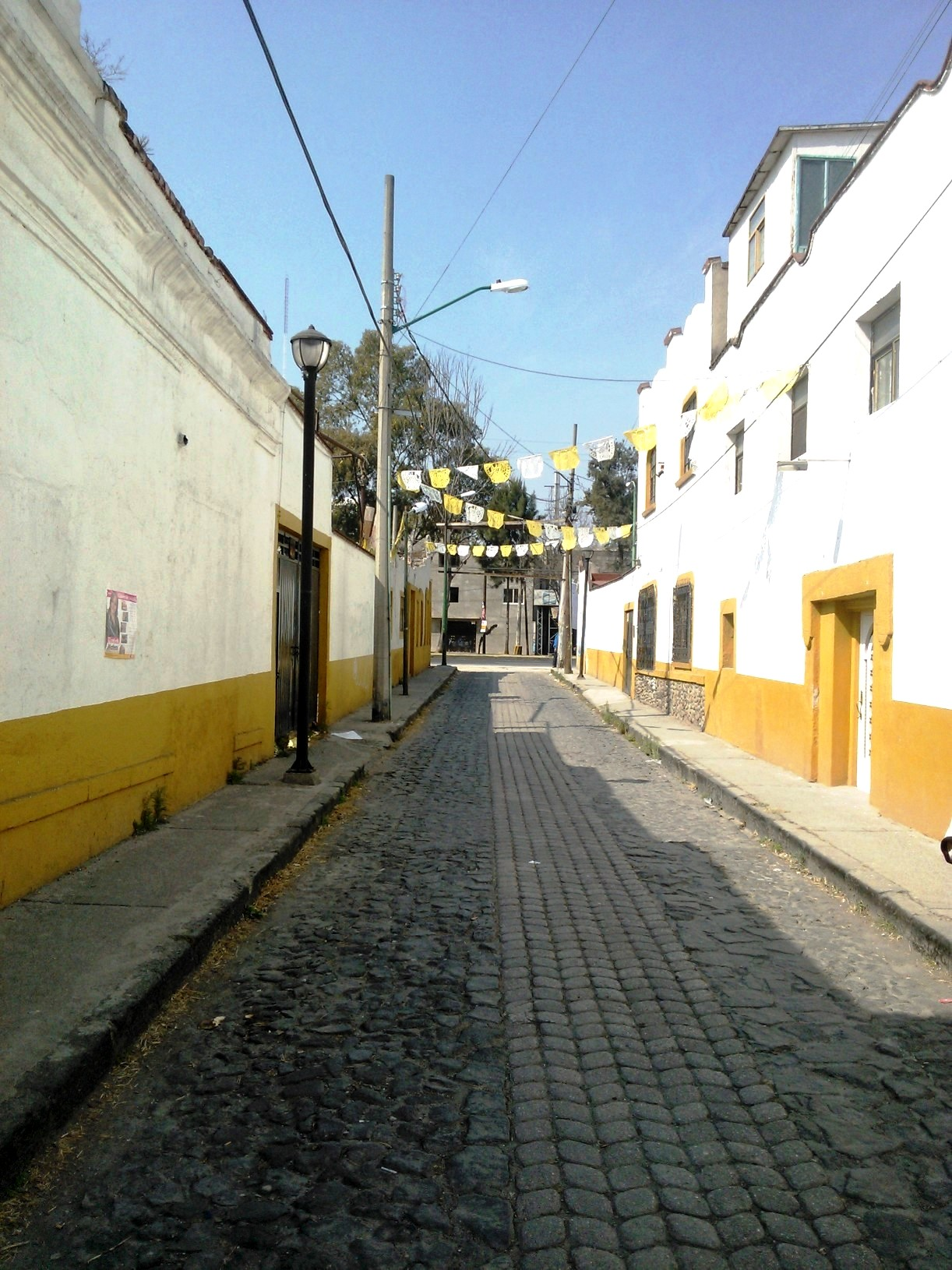
Calle del barrio

Tras la conquista de México a manos de los españoles, el pueblo de Iztacalco fue sujeto a la jurisdicción de la Parcialidad de San Juan Tenochtitlan y evangelizado por misioneros franciscanos, quienes fundaron en el barrio a mediados del siglo XVI la ermita y la capilla de la Santa Cruz, y en 1550 un convento dedicado a San Matías en el barrio la Asunción. Debido a la escasa población del lugar, el número de religiosos en el convento era demasiado reducido.
El desarrollo de Iztacalco durante el periodo colonial fue propiciado por el comercio a través del canal de la Viga, el cual conectaba a la Ciudad de México con los pueblos lacustres de Xochimilco, Mixquic y Tulyehualco, por lo que Iztacalco, -junto con el pueblo vecino de Santa Anita Zacatlamanco- se convirtió en paso obligado para las embarcaciones que se dirigían a la Ciudad de México y se convirtió en una de las zonas chinamperas abastecedoras de verduras y hortalizas de la Ciudad de México, actividad que se prolongó hasta principios del siglo XX.

## Sitios de interés
- Capilla de la Santa Cruz
- Ermita de la Santa Cruz

## Galería

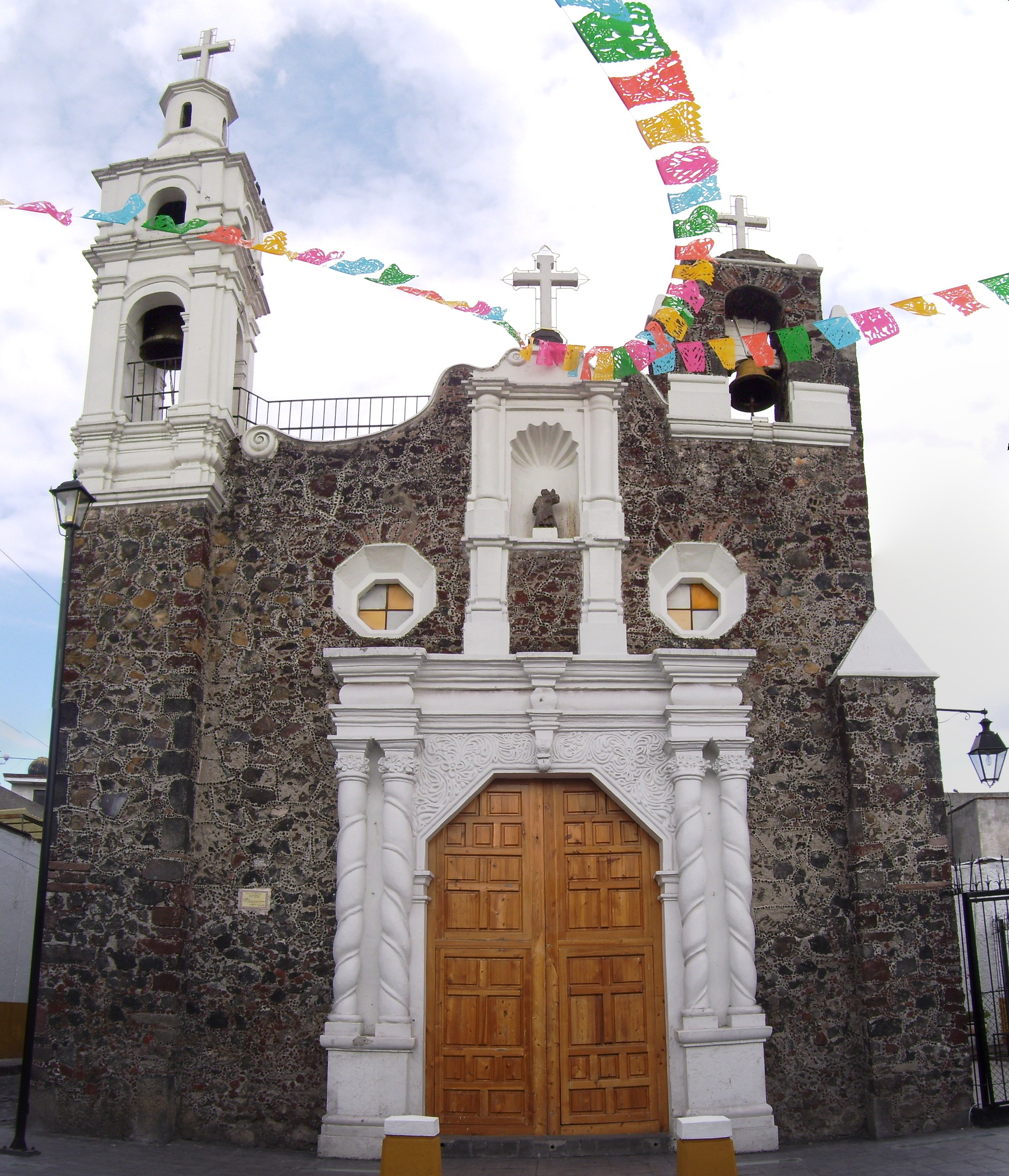
Capilla de la Santa Cruz
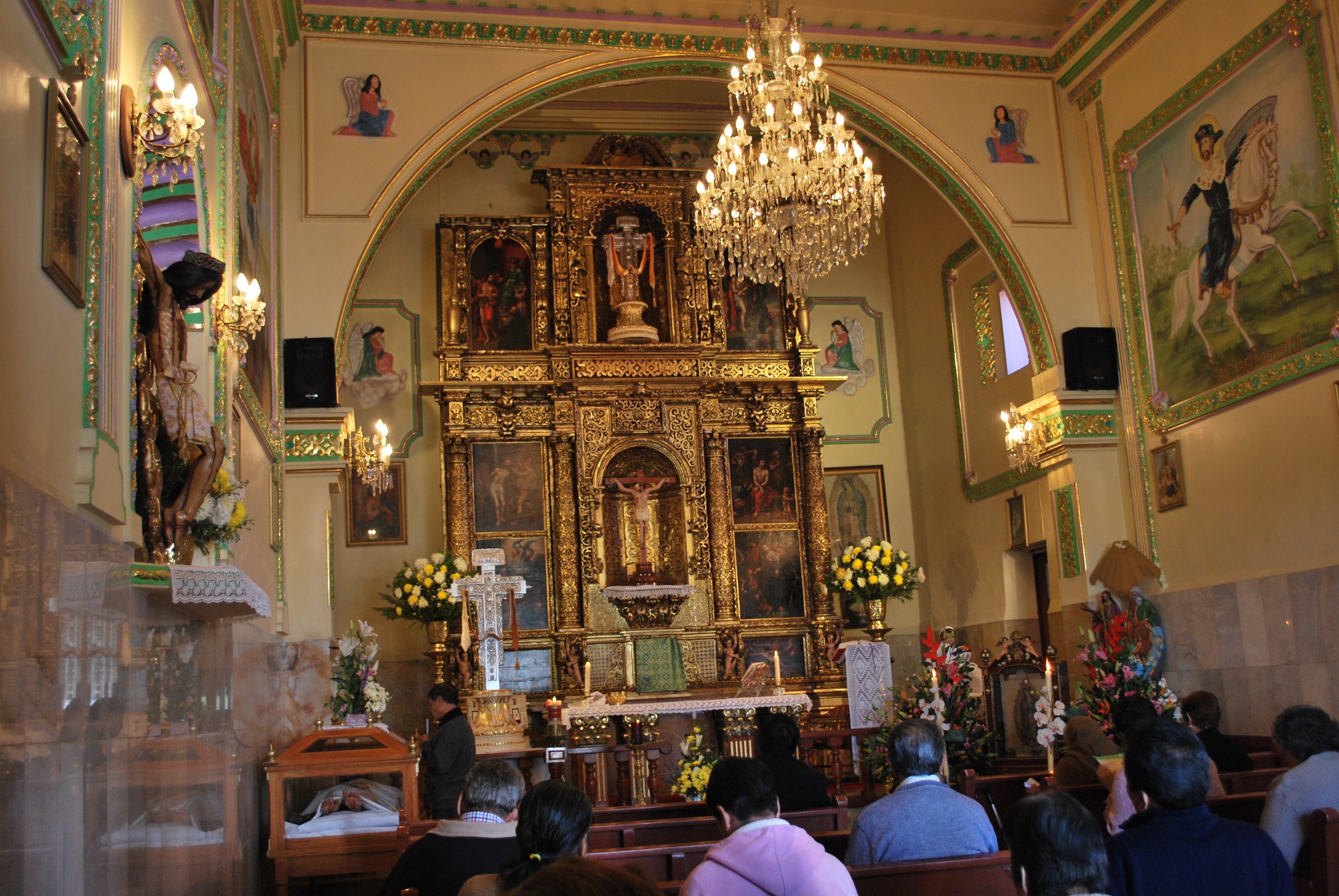
Interior de la Capilla de la Santa Cruz
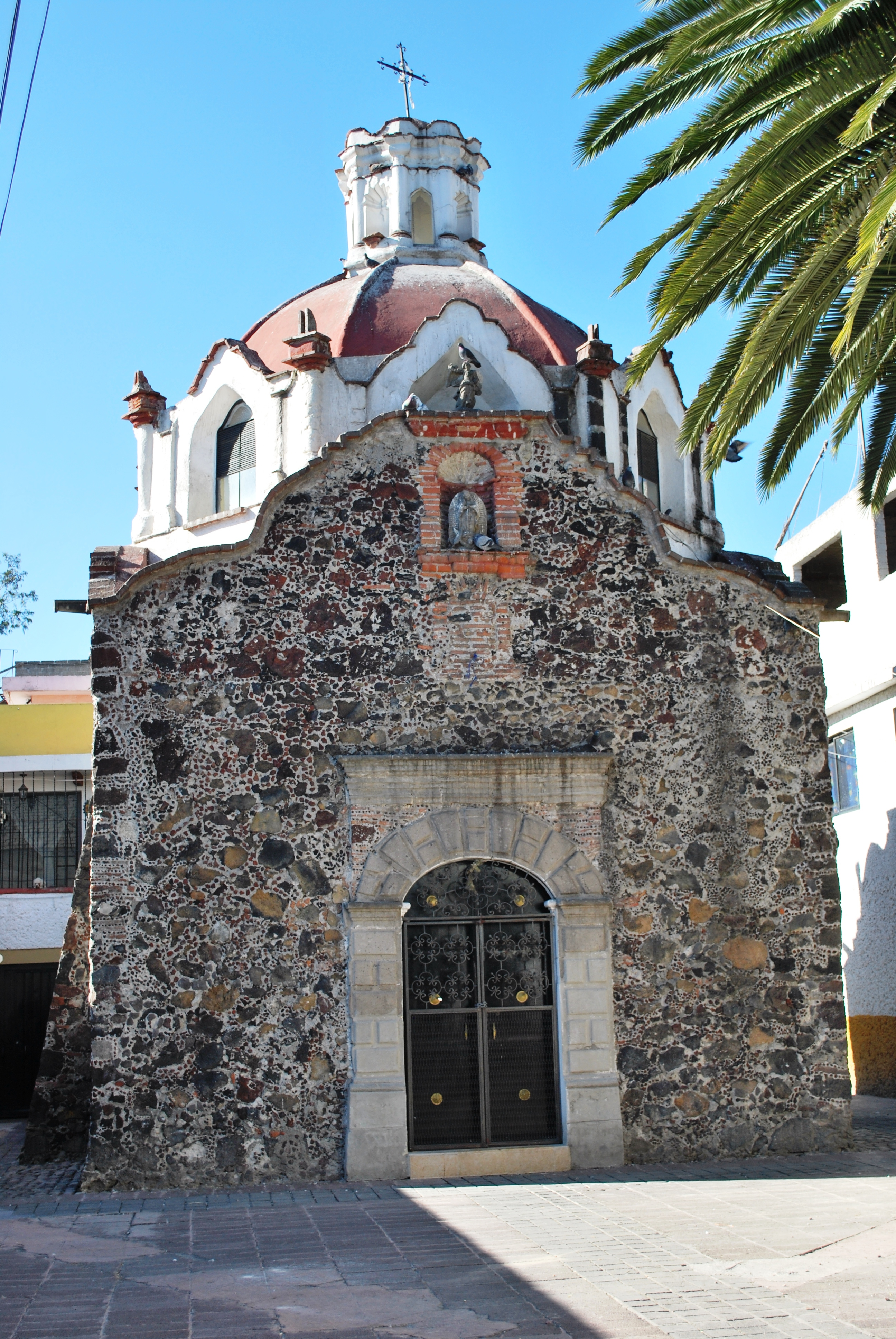
Ermita de la Santa Cruz
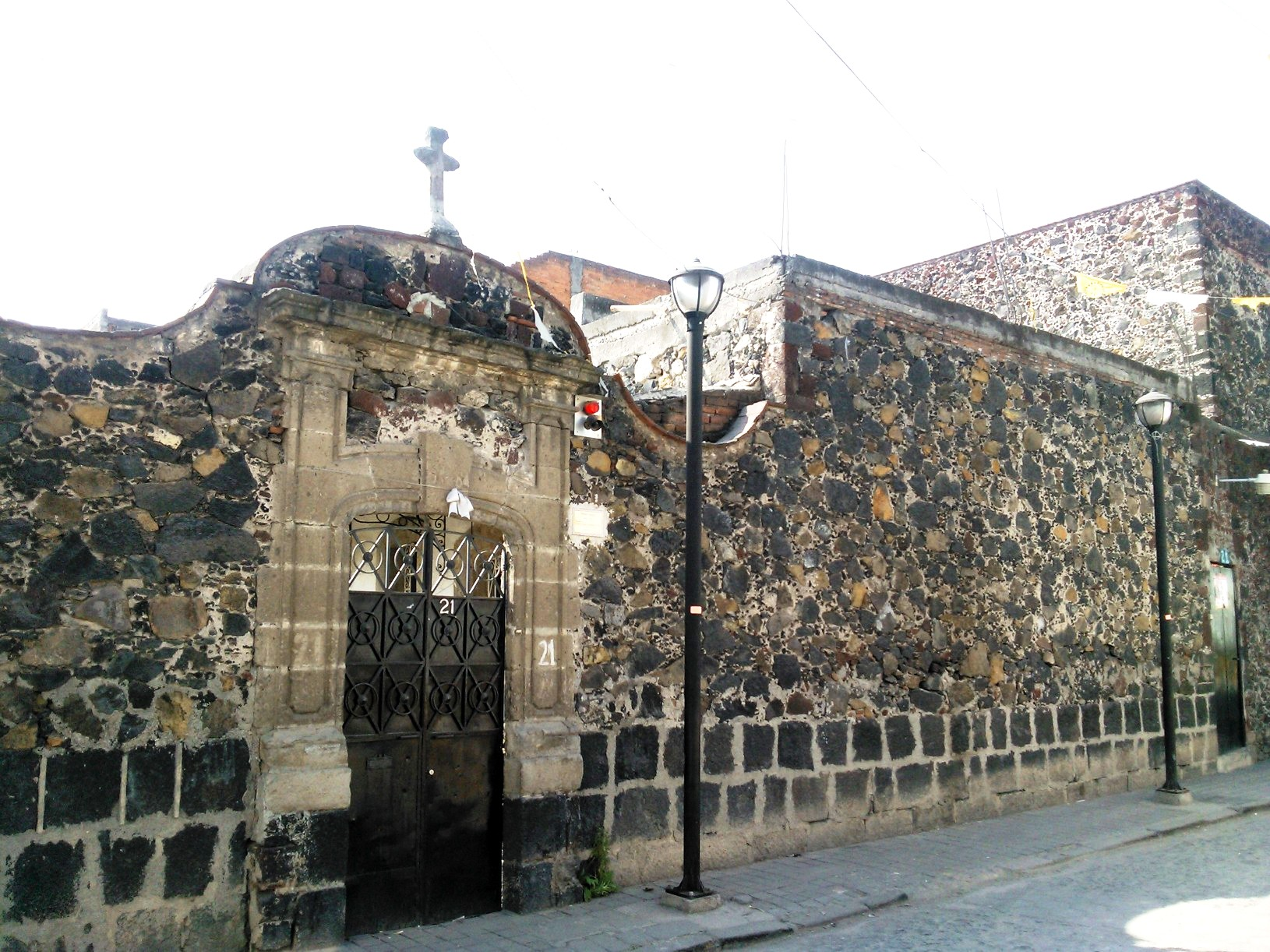
Casa del siglo XVIII considerada monumento histórico
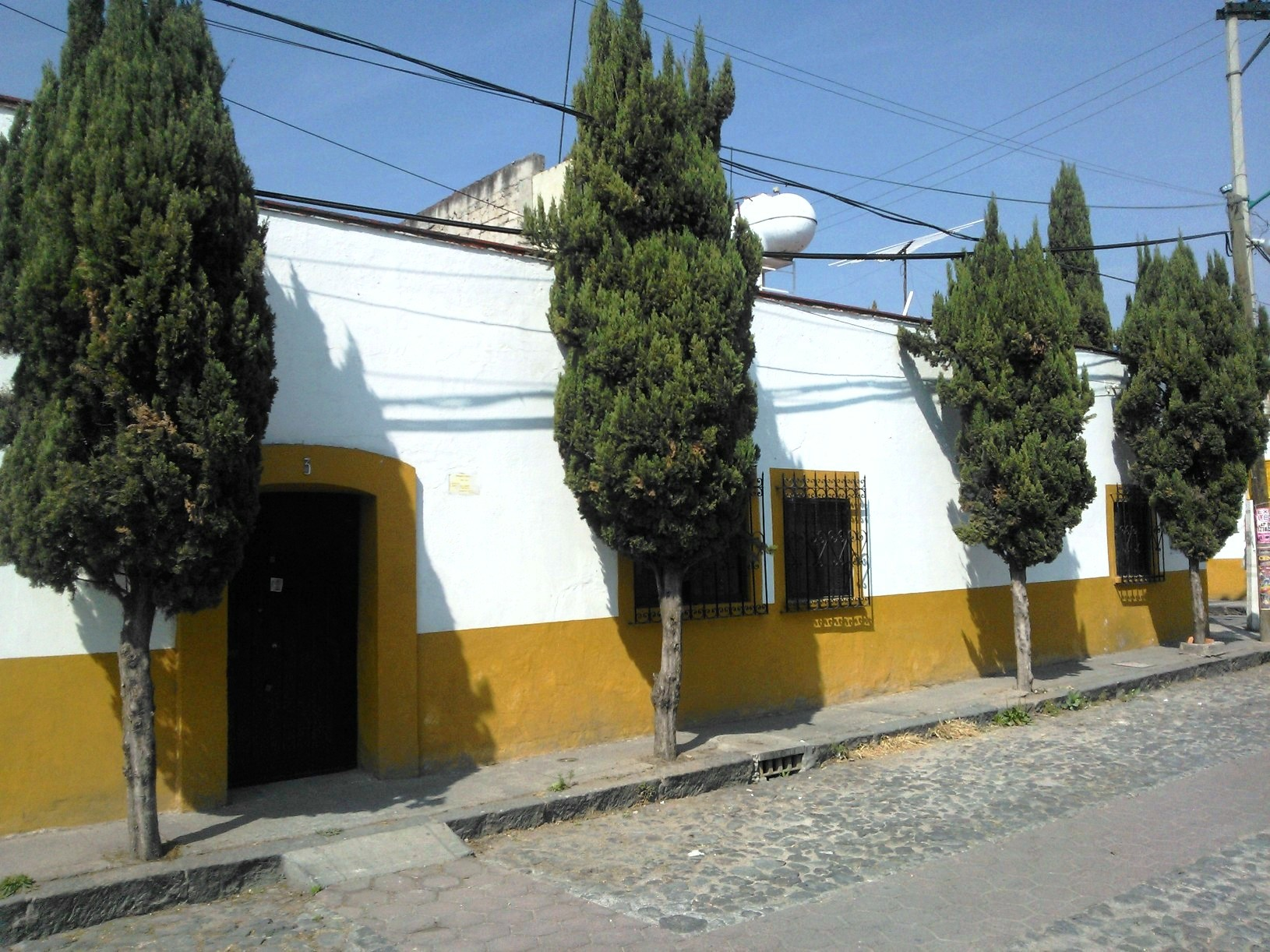
Casa del siglo XIX considerada monumento histórico